# Taurisano
Taurisano község (comune) Olaszország Puglia régiójában, Lecce megyében.

## Fekvése
A Salentói-félsziget déli részén fekszik.

## Története
A település eredete az ókorra nyúlik vissza. A kutatók szerint neve a latin taurus sanus-ból, ami arra utal, hogy a vidéken szarvasmarha-tenyésztéssel és kereskedelemmel foglalkoztak (a részégészeti kutatások során rengeteg szarvasmarha csont is előkerült).. Egy legenda szerint a várost egy római centurio, egy bizonyos Taurus alapította, akiről elnevezték: Taurisius vagy Taurisianus. Egyéb nyelvészeti vélemények szerint a preindoeurópai taur szóból eredeztethető neve, jelentése domb vagy magaslat utalva a környék morfológiájára. 

## Népessége
A népesség számának alakulása:

## Főbb látnivalói
- Palazzo Ducale - az egykori Hercegi palota Taurisano hűbérurai számára épült a 15-18. században. A mai barokk arculatát a 18. században nyerte el.
- Santa Maria della Trasfigurazione di Nostro Signore Gesù Cristo-templom - a település legnagyobb temploma. 1796–1803 között épült barokk stílusban egy korábbi, 13. századi templom helyén.